# Pazin
Pazin (tal. Pisino, njem. Mitterburg), grad je na zapadu Hrvatske, u središnjoj Istri nad krškim ponorom Jame (Pazinska jama), u koji ponire Pazinčica. Središte je gospodarskoga, kulturnog, obrazovnog, sportskog i zabavnog života središnje Istre. Od 1992. administrativno je sjedište Istarske županije (skupštine, stručnih službi i nekih upravnih odjela), te je po površini najveći grad u županiji.

## Gradska naselja
Grad Pazin 2021. godine sastojao se od sljedećih 18 naselja: Beram, Bertoši, Brajkovići, Butoniga, Grdoselo, Heki, Ježenj, Kašćerga, Kršikla, Lindar, Lovrin, Pazin, Trviž, Vela Traba, Zabrežani, Zamask, Zamaski Dol Zarečje.

## Zemljopis
Zemljopisni položaj
- 45,24° sjeverne zemljopisne širine
- 13,93° istočne zemljopisne dužine

Grad Pazin smješten je u središtu istarskog poluotoka, na zaravni koju okružuju okolna brda formirajući kotlinu. Stari dio grada smješten je nad strmim liticama ispod kojih se nalazi ponor rječice Pazinčice tvoreći tako geološki fenomen poznat kao Pazinska jama. Iz starog dijela grad se proširio na zapad, odnosno u zaleđe Pazinske jame. Rječica Pazinčica u svom toku stvara i poznati vodopad Zarečki krov čije jezerce u ljetnim mjesecima privlači mlade Pazince koji tu pronalaze mjesto za osvježenje. Zbog zemljopisnog položaja Pazin karakterizira kontinentalna klima s vrućim ljetima. Zahvaljujući svom položaju u središnjoj Istri, u Pazinu su zime hladne s povremenom maglom, a zahvaljujući kotlini u kojoj se smjestio ima velike vrućine ljeti. Pazin je zahvaljujući svom položaju u središtu Istre cestovno povezan sa svim gradovima u Istri, a upravo kroz njega prolazi i Istarski ipsilon koji ga preko tunela Učka povezuje s Rijekom i ostatkom Hrvatske. Osim cestovne povezanosti, kroz Pazin prolazi i željeznička pruga koja ga direktno povezuje s Pulom, dok ga s ostatkom Hrvatske povezuje samo preko Slovenskih željeznica.

## Stanovništvo
| broj stanovnika | 7966  | 8167  | 8342  | 8330  | 9200  | 10317 | 11211 | 10518 | 8685  | 8537  | 8389  | 8158  | 8889  | 9369  | 9227  | 8638  | 8279  |
|                 | 1857. | 1869. | 1880. | 1890. | 1900. | 1910. | 1921. | 1931. | 1948. | 1953. | 1961. | 1971. | 1981. | 1991. | 2001. | 2011. | 2021. |

| broj stanovnika | 3378  | 3424  | 2368  | 2173  | 2702  | 3249  | 5340  | 5125  | 2526  | 2554  | 3132  | 3598  | 4842  | 5282  | 4986  | 4386  | 3981  |
|                 | 1857. | 1869. | 1880. | 1890. | 1900. | 1910. | 1921. | 1931. | 1948. | 1953. | 1961. | 1971. | 1981. | 1991. | 2001. | 2011. | 2021. |

## Povijest
Grad Pazin prvi se put spominje 983. kao tzv. Pazinska utvrda (lat. castrum Pisinum). Od 12. stoljeća Pazin je središte Pazinske knežije, nad kojom su 1374. preuzeli vlast Habsburgovci. 1822. Austrija je Pazin učinila upravnim središtem Istarskog okruga.
Pazinski je kraj u 19. st. bio većinski hrvatski, no vlast su držali Talijani i talijanaši. Hrvati su bili mahom težaci i koloni, a Talijani i talijanaši su bili među trgovcima, veleposjednicima i razni pripadnici slobodnih profesija. Koloni u Pazinu su bili u gorem položaju od inih kolona s poluotoka, jer je uglavnom bio slučaj da nisu imali ni kuću ni zemlju. Od 4400 posjednika, pravu su moć imalo njih sedmero iz talijanaško-talijanskih redova. Posjedi su se često prodavali, a zemljišta su posebice kupovali doseljenici iz Furlanije.
Zadnja desetljeća 19. stoljeća podižu bitnost grada Pazina, zbog čega hrvatski, talijanaški i talijanski pokret svoje središte prebacuju u taj gradić. Tome je pridonijela činjenica da koju su sve strane shvatile, da tko pobijedi na središnjem dijelu Istre, koji je bio uglavnom naseljen Hrvatima, vrlo će vjerojatno pobijediti u cijeloj pokrajini. Stoga su usredotočili svoje političke i gospodarske resurse prema Pazinu, pa su i same vlasti 1880-ih onamo namjeravale preseliti sjedište Istarskoga sabora iz Poreča. Okolnosti su bile takve da je markgrofovija Istra bila izrazito nepismena, izuzevši Krk i Kastavštinu, sve kao posljedica dotadašnje talijanaško-talijanske politike. Tako nepismeni predjeli nisu ni mogli dati kvalitetnih kadrova koji bi vodili nacionalni preporod, stoga se poslalo preporoditelje iz pismenijih dijelova markgrofovije, s Kastavštine i s Krka. Borba je bila vrlo teška – primjerice, pazinski načelnik Ante Dukić iz Kastavštine je umro zbog iscrpljenosti. Na njegovo je mjesto došao doktor prava Dinko Trinajstić, koji je udovoljio uvjetima za kandidata: iznimno jako zdravlje i natprosječna fizička snaga. Trinajstić je energično vladao, prekinuvši praksu ponizna nastupa pred zelenašima (kreditno-špekulantska mreža), a mahom su bili iz talijanaško-talijanske koja je do tada vladala. U tome su pravcu utemeljene podružnice narodnjačke Istarske posujilnice radi uništavanja posla zelenašima. Time zelenaši i talijanaši više nisu mogli za sušnih godina manipulirati siromašnim pazinskim težacima, mahom Hrvatima. Hrvatski je književnik Vladimir Nazor koji je tih godina službovao u pazinskoj gimnaziji, opisao je grad Pazin iz vremena Trinajstićeva načelnikovanja Pazinom kao "srcem srca Istre". Trinajstić je tako dobro vodio općinu da je na svoju stranu privukao one koji su do tada bili neodlučni ili ovisni. Stvorivši takvu većinu, načelnik koji je došao iza njega, Šime Kurelić iz Pićna imao je tako veliku bazu da je bio načelnikom dva desetljeća sve dok Italija nije 1918. okupirala taj kraj, a Kurelića zatočila.
Tako je u drugoj polovini 19. stoljeća Pazin postao jednim od središta hrvatskog kulturnog preporoda, te su osnovane Čitaonica, Hrvatska gimnazija i Narodni dom. Sve te institucije ukinute su kada je nakon Prvog svjetskog rata Pazin 1918. okupirala, a potom anektirala Italija. Ipak, preporoditeljski rad je urodio plodom. Učinci su talijanizacije uvelike neutralizirani i poništeni. Doseljeni Talijani i talijanaši su nakon desetljeća odbijanja shvaćanja povijesne zbilje shvatili stvarne okolnosti; rashrvaćivanje i talijanizacija je vremenom oslabilo te je tako od 1880. do 1910. broj osoba koje su službeno izjasnile kao Talijani skoro prepolovio.
Za vrijeme Drugog svjetskog rata, nakon što je Italija kapitulirala, Pazin su u rujnu 1943. zauzeli istarski partizani. U tom je gradu Pokrajinski NOO za Istru donio odluku kojom se Istra sjedinjuje s maticom Hrvatskom. Ta je odluka godine 1947. potvrđena Pariškim mirovnim ugovorom.
Nakon što je Hrvatska 1991. godine postala neovisna, Pazin, iako je po ekonomskoj snazi zaostajao za Pulom, određen je kao sjedište Istarske županije uglavnom iz povijesnih razloga.
- Kaštel u Pazinu
- Ruševine palače Rapicio, Pazin
- Pazin, izlazak sunca
- Ulaz u Pazinsku jamu
- Pazinčica
- Staza k Pazinčici

## Gospodarstvo
- Pasareta / Pašareta – crveno gazirano piće koje proizvodi obitelj Ferenčić od 1924.[6][7]
- Oranžada – žuto gazirano piće koje proizvodi obitelj Ferenčić[7]

## Poznate osobe
- Leonard Bagni – hrv. fizičar
- Ćiril Brajša – hrv. skladatelj
- Stojan Brajša – hrv. pravnik i publicist
- Dražen Bratulić – hrv. kazališni, televizijski i filmski glumac
- Luigi Dallapiccola – skladatelj i pijanist
- Juraj Dobrila – biskup i prosvjetitelj, rođen u Velom Ježenju
- Zvonimir Doroghy – hrv. klas. filolog, prevoditelj, preporoditelj i kulturni djelatnik
- Ante Drndić – hrv. novinar
- Fabio Filzi – tal. iredentist i tal. nacionalni junak
- Vinko Jelovac – hrvatski košarkaš i trener, rodom iz okolice Pazina
- Leonard Kalac (Žbrlini) – književnik, franjevac.
- Ivan Matijašić – hrvatski kirurg
- Ezio Mizzan – tal. diplomat
- Antun Motika – hrvatski slikar, pohađao Gimnaziju u Pazinu
- Drago Opašić Billy – speleolog, pjesnik i anarhist
- Marino Poropat – hrv. automobilist
- Ada Sestan – tal. pjesnikinja i spisateljica
- Paul Stupar – hrv. kontraadmiral
- Radojka Šverko – hrvatska pjevačka diva
- Mauro Tomišić, hrv. nogometni sudac
- Josip Antun Ujčić – beogradski nadbiskup
- Tugomil Ujčić – hrvatski pjesnik, dramatik i publicist
- Vitomir Ujčić – hrv. publicist i profesor književnosti
- Jakov Volčić – svećenik

## Spomenici i znamenitosti
- Kaštel
- Pazinska jama

## Obrazovanje
- OŠ Vladimira Nazora
- Gimnazija i strukovna škola "Jurja Dobrile"
- Pazinski kolegij – klasična gimnazija
- Pučko otvoreno učilište

## Kultura
U Pazinu djeluje katedra Čakavskog sabora.
- Istrakon – festival fantastike i znanstvene fantastike
- Dani Julesa Verna – književno, kulturološki festival
- Državni arhiv u Pazinu

### Tehnička kultura
- Radioklub Pazin – jedan od najaktivnijih radioamaterskih klubova u Hrvatskoj
- Radio Istra – prva privatna radijska postaja u Istri, koja prvih godina radila je pod nazivom Radio Pazin.

## Šport
- AK Istra Racing Team (IRT), automobilizam
- NK Pazinka
- Sportsko društvo Trickeri
- Sportsko penjački klub Hiperaktiv
- Boćarski klubovi
  - BK Kamen
  - BK Reginex
  - BK Usluga
- RK Pazin
- Karate klub Sensei
- Teniski klub Pazin
- KK Pazin
- ŽOK Pazin

Brdsko-biciklističko-trekersko-trkačka (pustolovna) utrka Pazinčica Clearwater Revival održava se od 2005. Brdska utrka Nagrada Pazin-Lindar održava se od 2007.

## Vanjske poveznice
- Službene stranice Grada Pazina